# 640工程
640工程是中华人民共和国从1960年代起开发的洲际弹道导弹反导系统。主要对来自外层空间的洲际导弹实施中段拦截，对来自外层空间的核导弹或飞行器实施实施战略防御。该系统包含国家导弹防御系统、战区导弹防御系统和反卫星作战系统。640工程从1960年代开始研发一直持续到1980年代结束，后因缺乏庞大的科研经费支持而最终放弃，但通过对反导项目的探索研究积累的技术储备，有助于日后中国发展自身的导弹防御和反卫星武器。

## 历史

### 背景
20世纪60年代，中国处在美苏两国双重核威慑之中，打破美俄的核威慑成了当时中国领导人所直接关心的重大问题。1963年12月，毛泽东在听取战略武器问题汇报后指示，“原子弹、导弹，无论如何也不会比别人搞得多。同时，我们又是防御战略方针，因此除搞进攻性武器外，还要搞些防御武器”。1964年2月，这个问题再次被毛泽东提出，他在会见国防部五院副院长钱学森时专门谈到反导问题：“5年不行，10年；10年不行，15年，总要搞出来的。”2月29日，时任国防科委主任的聂荣臻元帅要钱学森详细回忆毛泽东此次谈话关于导弹和反导的具体内容，钱学森写了谈话记录上报给聂荣臻。据称，这是中国建国后首次明确提出防御战略设想，而且从预研上升到了在5-15年要搞出成果的型号研制。毛泽东在1964年下达的这个命令被称为640指示，后来成为中华人民共和国反导项目的代号。

## 过程
1964年3月23日，中华人民共和国国防科委召开了弹道导弹防御科学讨论会。参加讨论会的一共有三十多位当时国内顶尖科学家和解放军高层领导，分别来自中国四机部、中国国防部五院、国防部十院、中国科学院、解放军炮兵等单位。会议会明确了反导的三个可能途径，并就此做了初步分工：国防部五院负责导弹反导弹系统，中科院上海光机所则负责研制激光反导系统，炮兵科学研究院负责超炮反导系统，会后国防科委向中央专委呈报了《关于防御敌人导弹的研究工作的初步意见》的报告。
1965年5月10日，中央专门委员会办公室发出《关于防御敌导弹的研究工作问题的通知》，要求四机部、五机部、六机部、七机部、中国科学院、军委炮兵、国防科委二十基地，必须把防御敌导弹的研究，纳入本单位的年度和长远规划。7月8日，国防科委向中央专委呈交《关于反导弹防御体系的研制规划报告》，计划在1973-1975年间研制出拦截系统，并进行拦截试验。8月27日，中央专委第13次会议批准了该报告。自此，640反导系统作为一项国家重点项目纳入规划。
1966年2月23日，国防科委召开640工程汇报会。会议上，反导弹研发方向被具体细化，明确了五个工程项目代号。3月，国防科委将反导弹工程系统的代号定为“640工程”并上报中央军委审批。3月22日，中国国防科委发出《关于反导弹工程体系的代号的通知》，正式确定了640工程五大系统的代号。
1966年6月，国防科委二十基地在库尔勒组建了第四试验部，即反导导弹靶场。此时正值“文化大革命”席卷全国，640工程遭到波及，严重影响了科研进度。
1967年10月，为消除文革影响带来的不利局面，中国国防科委召集参与“640工程”的各个有关单位在北京召开会议。决定重新调整640工程项目具体部署，确定了五大子系统代号、各研究单位的分工、系统的研制规划等，并决定加快反导靶场建设与反导核弹头的研制，会上提出争取在1973年-1975年间开始实弹试验的目标。北京会议后，中国军方加速了反导项目的研发进度。
1967年-1969年，中苏关系持续恶化。苏联军队在中苏边境部署重兵，威胁中国三北地区。1969年3月，中苏爆发“珍宝岛事件”，苏联军方宣称要用导弹对中国核设施发动先发制人的核打击。作为回应，中国宣布进入临战状态，在全国范围内进行：“深挖洞、广积粮”的备战运动的同时将三北地区重要部队、单位向内地疏散，当时位于新疆的反导导弹靶场迁到云南寻甸县大石洞。受此影响，中国的反导问题变得紧迫起来，同年8月14日，经周恩来批准，七机部二院改组为“反导、反卫星总体研究院”。此后，二院集中力量研制“反击”系列反导拦截导弹和“先锋”系列反导大炮。
1970年代，位于云南寻甸县大石洞的反导导弹靶场扩建为二十四基地，主要担任反导武器的实验和研制任务。“反导、反卫星总体研究院”成立后在1964-1980年期间分别开展了高空、低空反导系统反击系列反弹道导弹系统设计和实验，先锋号大炮的设计和研发，远程预警雷达系统研发和建设以及突防反突防理论研究等任务，取得了一系列成果。虽然不很圆满，但在24基地初步建起一个能够防止弹道导弹打击的区域。

## 640防空区方案
1970年2月，二院军管会向国防科委提出在1974年前建立640防区的建议，设想该防区要具有反导弹，反卫星和反飞机能力。方案对防御地点、武器配置、兵力部署、预警范围、指挥体系、作战过程、建设进度等都提出了详细的计划。5月，二院对原方案进行了大幅修改，设计出一个新的640防区的设想。同年7月15日，国防科委向中央军委办事组呈报《关于反导弹反卫星武器第一个防区的设想和几个问题的请示》，具体提出了在京津地区建设第一个反导防区的方案设想，防区建成后由解放军空军使用。
1970年8月，国防科委在北京召开会议，制订1971年计划和“四五”计划设想。会议设想要在1974年在主要导弹武器方面达到世界先进水平，四年时间内建成中国第一个反导弹、反卫星防区，做到一次可拦截数15个以上核弹头。12月，二院正式提出中国第一个反弹道导弹防区方案设想。设想以在1974年达到对来袭的弹头实现高低空两次拦截和反卫星、反近地飞行器能力，并兼备配合远程导弹打击能力。防区由预警系统、识别系统、武器系统、制导雷达系统、控制系统等组成。
1971年1月，国务院、中央军委批示同意第一个640防区建在京、津地区的计划，预计1974年建设完成。同年6月，国防科委和空军联合召开会议，进一步讨论防区建设和武器研制问题。会议决定首先研制高拦武器，为尽快建成第一个防区，七机部专门组织科研团队，展开了代号为“天津会战”的科研攻关项目，以解决640工程中的技术难点为目标。

## 工程成果
640工程由五大系统构成，各系统代号如下：

### 640-1工程
640-1工程是反弹道导弹武器系统的代号，该系统包括低空拦截和高空拦截反导系统两部分构成。低拦系统，主要由了“红旗八十一号”（后改称“反击一号”）和“反击二号”导弹组成；高拦系统由“反击三号”组成。
1965年12月22日七机部向二院下发反击一号拦截弹研发任务，要求在1966年研发成功。1966年2月19日-20日，反击一号3发小比例模型弹试射成功。1968年1月10日，国防科委要求二院在当年要进行反击一号模型弹研制和飞行实验，1969年进行低空方案拦击试验。但由于（文革）影响，反击一号的19项科研计划，全部未能完成。严重影响到反击一号的研制进度。1970年，反导靶场迁至云南昆明，成为第二十训练基地第四试验部（1975年组建为第二十四试验训练基地）。1970年8月，反击一号第一发模型弹（未装弹头的实弹）在二十基地发射试验成功。1972年4月，“反击一号”第一批两发独立回路遥测弹完成总装、出厂交付。5月15日，遥测弹在昆明基地进行发射试验，发射后不久，导弹在空中爆炸，试验失败。在上级要求下，二院迅速召开工作会议，反复分析和讨论，找出了试验失败的主要原因。决定加强地面试验，并采取技术措施对找出的问题加以改进。经过反复试验，取得了比较满意的效果。1978年10月，二院向七机部上报《关于结束反击一号研制工作的报告》，提出在完成3发模型弹后结束研制工作。1979年8月至9月，反击一号在昆明基地成功地进行了两发模型遥测弹的飞行试验。1980年3月9日，国防科委通知，终止反击一号研制。
1970年开始低空拦截武器系统反击二号的方案论证和研制工作，确定其战术指标是：射程50公里，拦截高度20-40公里。1971年10月至1972年4月，共进行了6次小比例(1∶5)模型弹弹射试验，其中5次获得了成功，但因拦截范围与反击一号重叠，最后于1973年终止研制。
1971年6月开始研制反击三号，反击三号是一种在外层空间拦截敌方来袭弹头的反导拦截弹，由导弹、制导系统、预警系统、指挥所和地面设备组成。反击三号拦截弹为三级固体导弹，直径1.4米，由地下井发射。1977年工程任务调整后，反击三号研制被终止。

### 640-2工程
640-2工程是反导大炮的项目代号，计划通过高射炮向近地轨道发射核弹头以拦截进入中华人民共和国领空的近地飞行器和洲际导弹，超炮反导系统最初由七机部属常规兵器研究院所属超级炮研究所，代号为二一○所负责研制，后来与电子工业部一四一○所合作研发。
1965年，二一〇所在85毫米口径滑膛炮上进行了试验。经过改装后，重达4公斤的弹丸其初速达到了1200米/秒，这个速度比改装前提高50%，但用于反导速度仍嫌不够。
1966-1968年，在140炮毫米口径的滑膛炮上进行了11次48发试验，发射18公斤重的弹头初速达到了1600米/秒，射高达到了74公里，射程130公里，1000米立靶射击精度0.0168%，达到了当时国际水平。但弹丸威力过小，射程也达不到要求。在滑膛炮发射次口径弹试验的同时，二一〇所还进行了320毫米次口径火箭加力弹、固体冲压加力弹的研究试验，确定了420毫米超级大炮——“先锋号”超级大炮的设计方案：炮长26米，炮重155吨，弹重160公斤，初速900米/秒，可发射160千克重的火箭助推弹头。计划用来拦截东风3号导弹实验。
20世纪70年代初，“先锋”大炮进行了一系列试射。虽然在射程上满足要求，但射击精度不太理想。加上当时国际上突防技术的发展，利用无控次口径弹拦截导弹已不可能，遂改为研究炮射导弹。经过长期探索，最终于1977年中止“先锋”大炮计划，1980年3月被最终取消。

### 640-3工程
640-3工程是光炮武器的项目代号，由中国科学院上海光学精密机械研究所承担研制。1964年上海光机所接获激光武器研发任务后以高功率固体激光器为研发目标，启动钕玻璃激光系统研制。到1970年代中期640-3工程的激光远距离打靶和激光反响尾蛇导弹研究取得重要成果，获国防科委重大科研成果奖。上海光机所研制的大口径（120毫米）振荡—放大型激光系统，最大输出能量达32万焦耳；改善光束质量后达3万焦耳。成功地进行了打靶实验，室内10米处击穿80毫米铝靶，室外2公里距离击穿0.2毫米铝靶，并系统地研究了强激光辐射的生物效应和材料破坏机理。虽然激光炮研制取得了一些进展但技术上存在着根本性的技术障碍于1976年下马。该项目于1980年代初期重新启动，最终纳入863计划。

### 640-4工程
640-4工程是导弹预警系统系统的代号，该系统核心由7010相控雷达40°26′51.97″N 115°07′01.86″E / 40.4477694°N 115.1171833°E和110单脉冲跟踪雷达25°38′17.57″N 103°42′54.33″E / 25.6382139°N 103.7150917°E构成，该系统由南京第14电子研究所负责研制。
1969年9月29日林彪接见空军司令员吴法宪和空军雷达兵部主任傅英豪，询问雷达装备性能，做出了“雷达要看得高、看得远；雷达要看导弹；雷达要小型化”的指示。1970年5月中央批准研制7010相控阵预警雷达，1972年开始建设，1975年10月开始运转；1976年全面部署。7010相控阵预警雷依山而建，正面宽40米，高20米，探测距离达3000公里，可以连续跟踪十批以上的外空目标。
110单脉冲跟踪雷达从1965年开始研制，1971年研制成功，1977年正式部署。110单脉冲超远程精密跟踪雷达安装于球形罩内，探测距离大于2000公里，主要用于对洲际导弹、卫星等外空目标执行跟踪任务。
110超远程精密跟踪雷达和7010相控阵预警雷达主要用于对外空目标执行跟踪和探测任务，多次在中国洲际导弹试射，卫星发射等发挥重要作用。曾在1981年7月18日对苏联向太平洋发射的运载火箭进行了跟踪。及时预报出发射点和落点经纬度、预警时间和射程，事后美国公布的信息证明，7010雷达的观测数据完全准确。1983年1月12日，7010雷达再次准确预报了苏联1402号核动力卫星的坠落时间和地点等数据，在国内外产生了较大的影响。

### 640-5工程
640-5是导弹弹头再入物理现象研究的代号，该项目由1965年2月28日国防科委的反导防御会议上首次提出。同年10月5日正式向力学所、物理所、电子所和地球物理所下达640-5任务，并确定由力学所负责。为此力学所为640-5工程调整了科研布局，抽调了激波风洞组、电弧加热器组、高速气流传热组、高温气体组等为640-5工程服务。1967年10月，毛泽东批示决定对国防科研体制进行大调整，力学所从事640-5工程的人员划归七机部建制。通过对弹头飞行时所产生的各种特征上产生的物理现象，以便识别真假弹头和制造假弹头提供依据。

## 调整和下马
640工程持20多年，虽有建树，但一直未能投入使用，仅建成一个防区用于实验性质。1972年，美苏签署《反弹道导弹条约》，相继关闭和终止了反导计划。受此影响影响，中国逐渐调整和放缓了640工程反导计划的研制进度。到1980年3月，由于国家战略重心开始向经济建设转移，时任国务院副总理邓小平正式下令终止“640工程”。1982年航天部计划会议正式决定640工程下马。“640工程”虽然最后无果而终，但通过对相关技术的研究和探索取得了一批重要技术积累，在此期间研制的相关设备至今仍在使用。863计划中反导项目研究再度启动，对日后中华人民共和国航空航天技术和反导、反卫星武器发展意义重大